# Tomek w grobowcach faraonów
Tomek w grobowcach faraonów – dziewiąty tom cyklu książek Alfreda Szklarskiego o przygodach Tomka Wilmowskiego i jego przyjaciół, po raz pierwszy wydany w 1995 roku, a później kilkukrotnie wznawiany. Został ukończony przez ks. Adama Zelgę (na podstawie notatek pozostawionych przez zmarłego w 1992 roku Alfreda Szklarskiego) i wydany już po śmierci Szklarskiego.

## Fabuła
Jan Smuga otrzymuje od bogatego angielskiego lorda zlecenie schwytania fałszerza egipskich dzieł sztuki. Smuga udaje się do Egiptu, gdzie jego przyjaciele odbywają wakacje. Po jakimś czasie na statku zostaje znaleziony pasażer na gapę, który skacze do wody, by uciec i zostaje uratowany przez Smugę. Okazuje się synem irlandzkich poszukiwaczy złota (nazywa się Patrick O’Donell), którym Tomek pomógł pokonać przestępców, chcących odebrać poszukiwaczom cenny surowiec (cała historia została opisana w pierwszym tomie z cyklu przygód chłopca, czyli w Tomku w krainie kangurów). Grupa przyjaciół uzyskuje wsparcie w śledztwie w sprawie fałszerza od angielskiego rządu i władz egipskich. Rozpoczyna się pościg za „Żelaznym Faraonem”, czyli przestępcą odpowiedzialnym za fałszerstwa. Tomek, kapitan Nowicki i Patrick zostają porwani przez „Żelaznego Faraona” i pozostawieni na śmierć na Saharze. Tomek postanawia samodzielnie dotrzeć do Nilu, pozostawiając kapitana i Patricka przy pustynnej studni. Zostają oni odnalezieni po kilku dniach, lecz nie ma z nimi Tomka. Przyjaciele po kilku tygodniach bezskutecznych poszukiwań uznają Tomka za zmarłego. Postanawiają odnaleźć „Żelaznego Faraona” i oddać go Anglikom. Wyprawa udaje się do Ugandy, gdzie ponoć miał się schronić faraon. Podejmują się oni odnaleźć tam dwóch braci Arabów, synów przyjaciela Smugi, porwanych przez tego samego przestępcę. Okazuje się, że Tomek również został porwany przez „Żelaznego Faraona”. Przyjaciele mają tylko noc na uratowanie Tomka, gdyż o świcie przestępca miał zamiar wrzucić młodzieńca do rzeki pełnej krokodyli. W końcu po zaciętej walce udaje się pokonać faraona (który ginie pożarty przez krokodyle) i uratować porwanych.

## Rozdziały
1. Noc pod piramidami
2. W Kairze
3. Niezwykłe spotkania
4. Wyprawa w przeszłość
5. Ważne rozmowy
6. Patryk w Babilonie
7. Narada przyjaciół
8. W górę Nilu
9. Dramat w blasku słońca
10. Nocny napad
11. Chwile grozy
12. Zjawy
13. W szponach pustyni
14. Czwarty posążek
15. Przybywa Smuga
16. Poszukiwania
17. U wrót południa
18. Makbarah
19. Śladami poszukiwaczy źródeł Nilu
20. W murzyńskiej wiosce
21. Rozgrywka z czarownikiem
22. Polowanie na lwa ludojada
23. Rozprawa
24. Opowieść Tomka